# 平田町立今尾小学校西島分校
平田町立今尾小学校西島分校（ひらたちょうりつ いまおしょうがっこう　にしじまぶんこう）は、かつて岐阜県海津郡平田町（現・海津市）に存在した公立小学校の分校。

## 概要
- 今尾小学校の分校であり、現在の海津市平田町西島に存在した。校区は西島、高田であった。
- 校舎および校地は、1972年4月から1977年3月まで平田町立西島保育園（後に秋桜こども園に改称。現・今尾コスモスこども園）として使用された[1]。

## 沿革
- 1873年（明治6年）4月10日 - 安八郡高田村に郁文堂が開校。
- 1876年（明治9年）
  - 3月 - 西島村に新築移転。
  - 12月 - 伊勢暴動の一揆隊により焼き払われ、校舎が全焼する。仮校舎で授業を行う。
- 1878年（明治11年）3月 - 校舎を新築する。
- 1886年（明治19年） - 西島簡易科小学校に改称する。西島村、高田村の児童が通学する。
- 1897年（明治30年） - 
  - 今尾町、高田村、三郷村、仏師川村、平原村、土倉村、脇野村、西島村が合併し、海津郡今尾町が発足。
  - 西島尋常小学校に改称する。
- 1903年（明治36年）8月25日 - 今尾尋常高等小学校に統合され、今尾尋常高等小学校西島分教場となる。
- 1941年（昭和16年）4月1日 - 今尾国民学校西島分教場に改称する。
- 1947年（昭和22年）4月1日 - 今尾町立今尾小学校西島分校に改称する。
- 1955年（昭和30年）2月1日 - 今尾町の大部分（今尾・高田・三郷・仏師川・土倉・脇野・西島）と海西村が合併し、平田町が発足。同時に平田町立今尾小学校西島分校に改称する。
- 1972年（昭和47年）3月 - 廃校。